# Vigna racemosa
Vigna racemosa är en ärtväxtart som först beskrevs av George Don jr, och fick sitt nu gällande namn av John Hutchinson och John McEwan Dalziel. Vigna racemosa ingår i släktet vignabönor, och familjen ärtväxter. Inga underarter finns listade i Catalogue of Life.